# Puccinia obliquoseptata
Puccinia obliquoseptata ist eine Ständerpilzart aus der Ordnung der Rostpilze (Pucciniales). Der Pilz ist ein Endoparasit von Olyra micrantha. Symptome des Befalls durch die Art sind Rostflecken und Pusteln auf den Blattoberflächen der Wirtspflanzen. Sie ist in Südamerika beheimatet.

## Merkmale

### Makroskopische Merkmale
Puccinia obliquoseptata ist mit bloßem Auge nur anhand der auf der Oberfläche des Wirtes hervortretenden Sporenlager zu erkennen. Sie wachsen in Nestern, die als gelbliche bis braune Flecken und Pusteln auf den Blattoberflächen erscheinen.

### Mikroskopische Merkmale
Das Myzel von Puccinia obliquoseptata wächst wie bei allen Puccinia-Arten interzellulär und bildet Saugfäden, die in das Speichergewebe des Wirtes wachsen. Aecien oder Spermogonien der Art sind nicht bekannt. Die zimtbraunen Uredien wachsen unterseitig auf den Blättern des Wirtes. Ihre gelblichen oder hellbraunen Uredosporen sind oval bis eiförmig, 30–36 × 24–31 µm groß und fein stachelwarzig. Die blattunterseitigen Telien der Art sind schokoladenbraun, früh offenliegend und kompakt. Die goldenen bis haselnussbraunen Teliosporen sind zweizellig, in der Regel spindelförmig bis lang eiförmig und 28–40 × 15–20 µm groß; ihre Stiele sind hyalin und bis zu 60 µm lang.

## Verbreitung
Das bekannte Verbreitungsgebiet von Puccinia obliquoseptata umfasst Paraguay und Brasilien.

## Ökologie
Die Wirtspflanze von Puccinia obliquoseptata ist Olyra micrantha. Der Pilz ernährt sich von den im Speichergewebe der Pflanzen vorhandenen Nährstoffen, seine Sporenlager brechen später durch die Blattoberfläche und setzen Sporen frei. Die Art verfügt über einen Entwicklungszyklus, von dem bislang lediglich Telien und Uredien sowie deren Wirt bekannt sind; Spermogonien und Aecien konnten dem Pilz nicht zugeordnet werden.